# Innesto EF-M

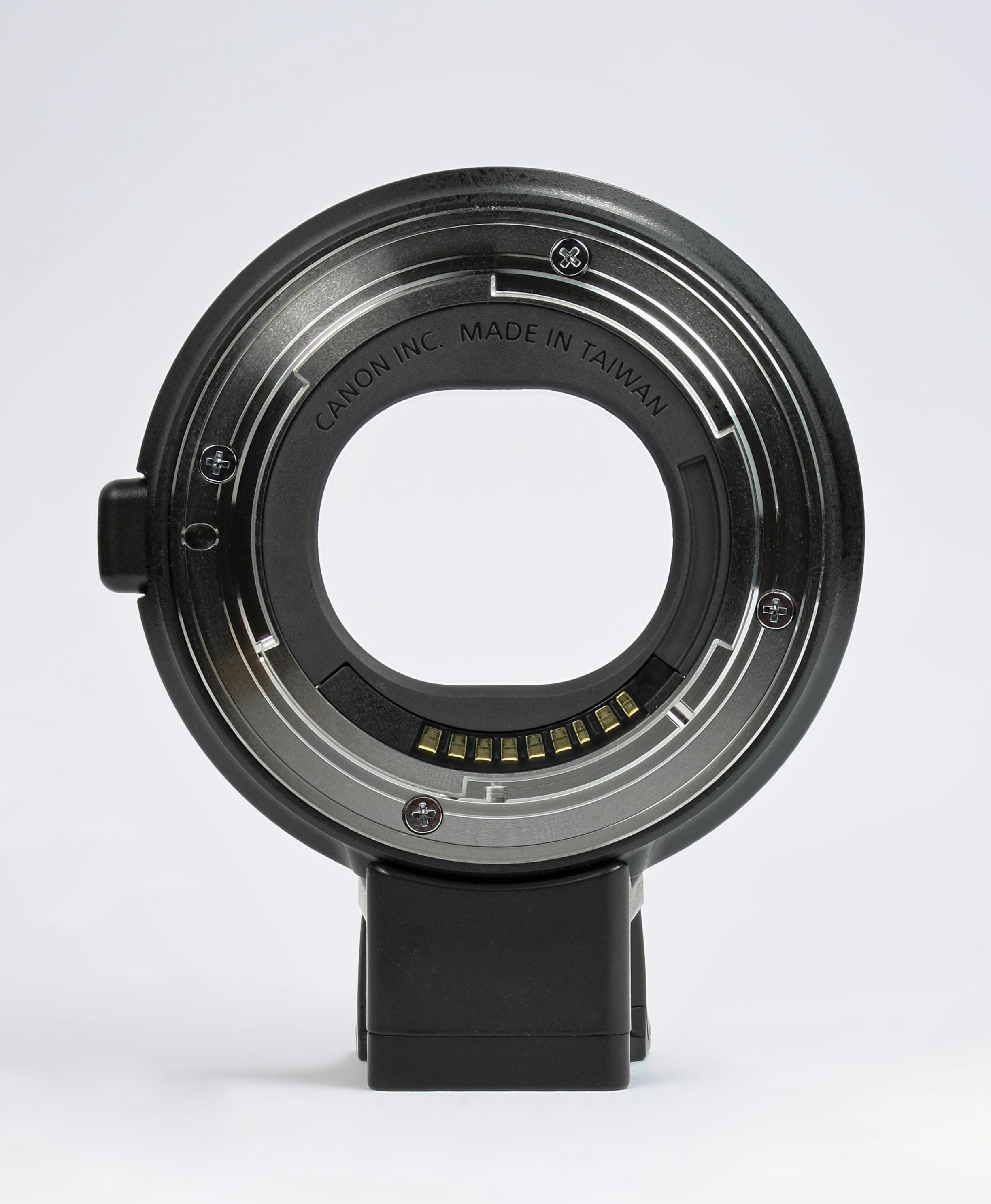
L'innesto di un obiettivo Canon EF-M di un adattatore da Canon EF/EF-S a EF-M

L'innesto o attacco EF-M, introdotto nel 2012, è un derivato dell'innesto per obiettivi EF progettato per l'uso con la fotocamera con obiettivo intercambiabile Canon EOS M mirrorless. L'innesto dell'obiettivo EF-M è uno dei due nuovi sistemi Canon per fotocamere mirrorless, l'altro è l'innesto RF.
Il sistema M ha un tiraggio di 18 mm (rispetto a 44 mm per EF ed EF-S) e un diametro della gola di 47 mm (rispetto a 54 mm per EF ed EF-S). Poiché è progettato per l'uso con un sensore di immagine di dimensioni APS-C, presenta lo stesso fattore di crop (di circa 1,6) dell'innesto dell'obiettivo EF-S.
Il sistema M è in qualche modo limitato poiché Canon ha emesso relativamente pochi obiettivi nativi, elencati di seguito. Mancano obiettivi nativi con una grande apertura, le eccezioni sono 22 mm f/2.0 e 32 mm f/1.4. Nel 2014, i produttori di terze parti hanno iniziato a presentare i loro obiettivi M. Inoltre, è possibile utilizzare obiettivi Canon EF ed EF-S (realizzati per le reflex digitali Canon) con un adattatore. Secondo quanto riferito, questa soluzione funziona bene anche per quanto riguarda l'autofocus, ma toglie il vantaggio in termini di dimensioni del sistema M più piccolo. Gli adattatori (da EF a M o da EF-S a M) sono realizzati da Canon e da produttori di terze parti. La soluzione dell'adattatore non è retrocompatibile con le fotocamere reflex digitali full frame di Canon: ciò significa che non è possibile inserire obiettivi M su una reflex digitale non M